# Inez, Kentucky
Inez är en stad (city) och administrativ huvudort (county seat) i Martin County i delstaten Kentucky, USA. 2010 hade staden 717 invånare.